# Els contes de Hoffmann (pel·lícula)
Els contes de Hoffmann (títol original en anglès, The Tales of Hoffmann) és una pel·lícula britànica en Technicolor de 1951 escrita, produïda i dirigida per l'equip de Michael Powell i Emeric Pressburger que treballen sota el paraigua de la seva productora The Archers. És una adaptació de l'òpera de Jacques Offenbach de 1881 Les Contes d'Hoffmann (una opéra-comique), ella mateixa basada en tres contes breus d'E. T. A. Hoffmann. S'ha subtitulat al català.
La pel·lícula és protagonitzada per Robert Rounseville, Moira Shearer, Robert Helpmann i Léonide Massine i compta amb Pamela Brown, Ludmila Tcherina i Ann Ayars. Només Rounseville i Ayars van cantar els seus propis papers.
La banda sonora de la pel·lícula consta de música dirigida per Sir Thomas Beecham i interpretada per la Royal Philharmonic Orchestra. A més de Rounseville i Ayars, entre els cantants hi havia Dorothy Bond, Margherita Grandi, Monica Sinclair i Bruce Dargavel. L'equip de producció de la pel·lícula incloïa el director de fotografia Christopher Challis i el dissenyador de producció i vestuari Hein Heckroth, que va ser nominat a dos Premis Oscar de 1951 pel seu treball.

## Argument
- Al pròleg, Hoffmann és entre el públic en una actuació de Stella, una prima ballarina, d' "El ballet de la libèl·lula encantada". Stella envia una nota a Hoffmann demanant-li que es trobi amb ella després de l'actuació, però la nota és interceptada pel seu rival, el conseller Lindorf. No havent rebut la seva nota, Hoffmann va a la taverna a l'interval, on explica la història d'un pallasso, Kleinzach, i tres històries dels seus amors passats: Olympia, Giulietta i Antònia, i s'emborratxa.
- A la primera història, Olympia és un autòmat creat pel científic Spalanzani i el fabricant d'espectacles màgics Coppelius. Hoffmann s'enamora de la nina, ignorant el seu artifici i és burlat quan finalment descobreix que és "automàtica".
- A la segona història, Hoffmann a Venècia s'enamora de Giulietta, una cortesana, però ella el sedueix per robar el seu reflex per al mag Dapertutto.
- A la tercera història, Antònia és una soprano que pateix una malaltia incurable i no hauria de cantar, però el malvat Dr. Miracle la fa cantar i mor, trencant el cor d'Hoffmann i del seu pare, Crespel.
- Finalment, a l'epíleg, Hoffmann explica que les tres dones són tots aspectes del seu amor, Stella, que després apareix a la taverna i, veient Hoffmann borratxo i incapacitat, és dura lluny pel conseller Lindorf.

## Repartiment
| Paper                                         | Actor                             | cantant                |
| --------------------------------------------- | --------------------------------- | ---------------------- |
| Hoffmann                                      | Robert Rounseville                | Robert Rounseville     |
| Stella/Olympia                                | Moira Shearer                     | Dorothy Bond (Olympia) |
| Antonia                                       | Ann Ayars                         | Ann Ayars              |
| Giulietta                                     | Ludmila Tcherina                  | Margherita Grandi      |
| Lindorf/Coppélius/Dapertutto/Dr Miracle       | Robert Helpmann                   | Bruce Dargavel         |
| Nicklaus                                      | Pamela Brown                      | Monica Sinclair        |
| Schlemil                                      | Léonide Massine                   | Owen Brannigan         |
| Spalanzani/Franz                              | Léonide Massine                   | Grahame Clifford       |
| Kleinsach/Cochenille                          | Frederick Ashton                  | Murray Dickie          |
| Crespel                                       | Mogens Wieth                      | Owen Brannigan         |
| Pitichinaccio                                 | Lionel Harris                     | René Soames            |
| Luther                                        | Meinhart Maur                     | Fisher Morgan          |
| Parella de Stella en el ball de la libèl·lula | Edmond Audran                     |                        |
| Andreas                                       | Philip Leaver                     |                        |
| Nathaniel                                     | John Ford (sense acreditar)       |                        |
| Hermann                                       | Richard Golding (sense acreditar) | Owen Brannigan         |
| Mare d'Antonia                                |                                   | Joan Alexander         |

## Producció
En els darrers anys de la seva associació amb Pressburger, Powell es va interessar pel que va anomenar "una pel·lícula composta", un matrimoni de la imatge amb la música operística. El final de Narcís negre i la seqüència de ballet de Les sabatilles vermelles eren passos anteriors cap al seu objectiu.
The Tales of Hoffmann és un assoliment d'aquest ideal, ja que tota l'òpera va ser pregravada per crear la banda sonora i la pel·lícula es va editar al ritme de la música. La producció és completament sense diàlegs i, amb l'excepció de Robert Rounseville i Ann Ayars, cap dels actors va cantar el seu propi cant. Alguns dels cantants tenien una carrera establerta a Gran Bretanya en aquell moment. Grahame Clifford, per exemple, havia estat un còmic destacat a la D'Oyly Carte Opera Company durant alguns anys, i Monica Sinclair s'estava convertint ràpidament en la favorita del públic a Covent Garden; més tard es convertiria en una de les artistes més populars de la companyia de les dues dècades següents. L'actuació (especialment per Helpmann) és molt estilitzada i semblant a la de l'era del cinema mut.
Cada conte està marcat per un color primari que denota el seu tema. "The Tale of Olympia", ambientada a París, té contorns grocs que destaquen la naturalesa i el to farsa del primer acte. "The Tale of Giulietta" és una representació infernal de Venècia, on s'utilitzen colors foscos, especialment el vermell. El conte final, ambientat a Grècia, utilitza diferents tons de blau, fent al·lusió a la seva naturalesa trista. L'escenografia està feta deliberadament per semblar artificial amb els vestits estilitzats de manera similar. L'escena inicial del "Conte de Giulietta" (en què Giulietta interpreta la "Barcarolle", el tema més famós de l'òpera) s'escenifica en una góndola que es mou deliberadament. canals venecians artificials, tot i que no sembla que en realitat es mogui sobre l'aigua.
The Tales of Hoffmann es va produir de l'1 al 16 de juliol de 1950 als Shepperton Studios a Shepperton, Surrey, Regne Unit.

## Recepció crítica
Després de l'estrena mundial de la pel·lícula a la ciutat de Nova York, Bosley Crowther de The New York Times va escriure:
| « | [malgrat la seva opulència, juntament amb una interpretació brillant de la partitura de la Royal Philharmonic Orchestra sota la batuta erissada de Sir Thomas Beecham i un cant magistral del llibret (anglès) per una sèrie de cordes vocals, aquesta versió cinematogràfica de l'òpera és, in toto, un espectacle molt desgastat. I això és perquè sacia els sentits sense provocar cap foc dramàtic real... La pregunta inevitable sobre aquesta imatge és fins a quin punt s'acosta la bellesa i l'emoció dels mateixos productors [sic] Les sabatilles vermelles? Tot i que les dues pel·lícules són bàsicament diferents, una comparació és justa fins a aquest punt: The Red Shoes tenia calidesa i vitalitat, Tales of Hoffmann és esplèndida i freda. | » |

Segons s'informa, Cecil B. DeMille va enviar una carta a Powell i Pressburger dient: "Per primera vegada a la meva vida, em van acollir a la Grand Opera, on la bellesa, el poder i l'abast de la música es van igualar amb la presentació visual."
Per l'enquesta de Sight & Sound de 2002, George A. Romero la va anomenar la seva "pel·lícula preferida de tots els temps; la pel·lícula que em va fer venir ganes de fer pel·lícules". Tres anys abans, Romero havia presentat la pel·lícula com a part del programa "Dialogues: Talking with Pictures" al Festival Internacional de Cinema de Toronto de 1999. Romero va gravar més tard una entrevista per a l'edició de la Criterion Collection, parlant del seu amor per la pel·lícula i la seva influència en la seva carrera. Martin Scorsese, un fervent fan de Powell i Pressburger, ofereix una pista de comentaris d'àudio a l'edició Criterion.
En un llibre sobre el cinema britànic, André Bazin es cita dient:
| « | El cinema crea aquí un nou monstre artístic: les millors cames adornades per la millor veu. L'òpera no només s'allibera de les seves limitacions materials sinó també de les seves limitacions humanes. Finalment, la pròpia dansa es renova amb la fotografia i el muntatge, que permet una mena de coreografia de segon grau on el ritme de la dansa és servit pel del cinema. | » |

## Reconeixements
Als Premis Oscar de 1951, The Tales of Hoffmann a rebre dues nominacions, ambdues per a Hein Heckroth, per al Millor Direcció d'Art-Decoració d'Escenografia, Color i Millor disseny de vestuari, color; els premis en ambdós casos van ser per a l'equip de Un americà a París.
Powell i Pressburger van ser nominats per al Gran Premi del 4t Festival Internacional de Cinema de Canes i van guanyar el Premi Excepcional. També van guanyar el premi Ós de Plata al millor musical al 1r Festival Internacional de Cinema de Berlín.